# Pinăng Tắc
Pinăng Tắc (1910-1977), là một chiến sĩ cách mạng người Raglai có nhiều đóng góp trong hai cuộc kháng chiến chống Pháp và chống Mỹ tại tỉnh Ninh Thuận. Ông nổi tiếng với bẫy đá Pinăng Tắc huyền thoại, tiêu diệt sinh lực địch vô số bằng địa hình rừng núi Bác Ái hiểm trở.

## Sinh trưởng
Pinăng Tắc sinh năm 1910, tại một vùng núi rừng mà ngày nay thuộc xã Phước Thành, huyện Bác Ái, tỉnh Ninh Thuận, trong một dòng họ lớn thuộc người Raglai. Ngoài việc tham gia cách mạng, ông còn huy động gia tộc của mình giúp đỡ cách mạng: "Ngoài công tác chung, đồng chí còn vận động gia đình mình tích cực tham gia kháng chiến; trong 3 năm từ 1961-1963, chỉ tính riêng gia đình đồng chí, cũng đã vót được 90.000 cây chông, có được 130 giạ bắp (ủng hộ kháng chiến); nuôi giấu nhiều cán bộ cách mạng; vận động 18 thanh niên đi bộ đội, trong đó có... 2 người con của ông!".

## Hoạt động cách mạng
Pinăng Tắc tham gia cách mạng từ năm 1946. Sau Hiệp định Genève, chính quyền Ngô Đình Diệm đã dồn dân các xã của huyện Bác Ái về hai khu tập trung B'Râu và Cà Rôm thuộc quận Du Long (nay là huyện Ninh Hải) để nhằm thực hiện chính sách tách lực lượng cộng sản ra khỏi quần chúng. Trong hoàn cảnh khó khăn ấy, ông Pinăng Tắc - lúc bấy giờ đang là du kích xã - đã xây dựng được hai cơ sở bí mật và mạnh dạn đề nghị với tổ chức vận động đồng bào vùng lên phá khu tập trung. Sau đó, tháng 02 năm 1959, ông đã chỉ huy phá khu tập trung gom dân Bà Râu, Tầm Ngân và đưa bà con về vùng núi Phước Bình cùng chung lưng đấu cật chống lại kẻ thù và tên tuổi của ông gắn liền với Bãy đá Pinăng Tắc cũng bắt đầu từ đây.
Ngày 10 tháng 08 năm 1961, ông cùng các đồng chí và nhân dân xã Phước Bình, Bác Ái tổ chức trận địa phục kích bằng bẫy đá tiêu diệt hơn 100 tên địch, được biết đến như là trận Bẫy đá Pinăng Tắc. Địa điểm này ngay nay đã được Nhà nước công nhận là di tích lịch sử kháng chiến.

## Vinh danh
Ông được Nhà nước Việt Nam trao tặng nhiều huy chương cao quý, đặc biệt là danh hiệu Anh hùng Lực lượng vũ trang nhân dân vào tháng 05 năm 1965.
Tại Thành phố Phan Rang-Tháp Chàm, Ninh Thuận có một con phố mang tên ông, đường Pinăng Tắc.
Hiện nay tại huyện Bác Ái, Ninh Thuận có một ngôi trường mang tên ông: Trường Phổ thông Dân tộc nội trú Pi Năng Tắc .